# Die Original fidelen Lavanttaler
Die Original fidelen Lavanttaler (auch: Hubert Urach und seine Original fidelen Lavanttaler und andere Namensvarianten) war eine im Ursprung 1963 von den drei Brüdern Urach aus Ettendorf (Gemeinde Lavamünd) als Trio Urach gegründete österreichische Volksmusikgruppe aus dem Lavanttal.

## Bandgeschichte
Die drei Brüder Hubert, Robert und Leopold Urach, Söhne einer Bergbauernfamilie, erlernten vom Vater inspiriert schon früh das Hausmusizieren und das Spiel verschiedener Instrumente. 1963 traten sie erstmals als Trio Urach auf, zunächst vorwiegend auf Familienfesten, später auch professionell. Mit dem Anschluss von Raimund Werner und Stani Karl trat das nunmehrige Quintett ab 1965 unter dem Namen Die Fidelen Lavanttaler auf. Werner und Karl verließen die Gruppe Anfang der 1970er Jahre. Sie wurden 1973 durch Peter Riegler und 1976 durch Othmar Desenbekowitsch († 2021) ersetzt. Das Studioalbum Lavanttaler Polka nahm die Gruppe 1973/74 noch in der Besetzung Raimund Werner (Musikalische Leitung und Gitarre), Peter Riegler (Klarinette), Hubert Urach (Akkordeon), Leopold Urach (Baritonhorn) und Robert Urach (Trompete) auf. Weitere Bandmitglieder waren zwischenzeitlich Christian Baumgartner (Gitarre) und Harald Haller (Trompete).
Die Gruppe veröffentlichte zahlreiche Aufnahmen und verkaufte insgesamt mehr als eine halbe Millionen Tonträger und erhielten dafür fünf Goldene Schallplatten und je eine Platin-, eine diamantene und eine Kristallschallplatte.
Anlässlich des 20-jährigen Bühnenjubiläums überreichte der damalige Kärntner Landeshauptmann Jörg Haider der Gruppe das Kärntner Gütesiegel. 2013 wurden die fünf Musiker mit dem Goldenen Verdienstzeichen der Republik Österreich ausgezeichnet. Die Gruppe war unter anderem auch am 24. Juli 2010 in der ORF-Sendung Wenn die Musi spielt zu sehen.
Seit dem Tod von Robert Urach († 2015) war die Formation nicht mehr professionell unterwegs. 2019 starb Leopold Urach und 2021 Othmar Desenbekowitsch.

## Diskografie

### Alben
- 1970: Die fidelen Lavanttaler (CBS Schallplatten Österreich)[12]
- 1974: Lavanttaler Polka (CBS Schallplatten Österreich)[12]
- 1975[?]: Auf geht’s (CBS Schallplatten Österreich)[13]
- 1976: Für alle Freunde (CBS Schallplatten Deutschland)[13]
- 1977: Du mein schönes Kärnten (CBS Schallplatten Österreich)[13]
- 1978: Musik ist Trumpf (CBS Schallplatten Deutschland)[13]
- 1979: Über Berg und Tal (CBS Schallplatten Österreich)[13]
- 1979: Jetzt platzt die Stimmungsbombe! 20 Bombenerfolge (CBS Schallplatten Deutschland und Österreich)[13]
- 1981: Oh wie schön ist es zu Haus (CBS Schallplatten Österreich)[11]
- 1982[?]: Wir sind die Buam vom Lavanttal (CBS Schallplatten Österreich)[13]
- 1982[?]: Schlagermelodien mit Hubert Urach und seinen Original fidelen Lavanttalern – du gehörst nur mir allein (CBS Schallplatten Österreich)[13]
- 1982[?]: Schlagermelodien mit Hubert Urach und seinen Original fidelen Lavanttalern – Melodien zum Verlieben (CBS Schallplatten Österreich)[13]
- 1983: Heimweh (CBS Schallplatten)[14]
- 1984: Hauptsach’ wir san g’sund! (CBS Schallplatten Österreich)[14]
- 1984: Die Sonne scheint nicht jeden Tag! (CBS Schallplatten Österreich)[14]
- 1985: Ein gutgelaunter Musikant (CBS Schallplatten Österreich)[13]
- 1986: Wir sind fidel (CBS Schallplatten Österreich)[13]
- 1986: Musik zum Träumen (CBS Schallplatten Österreich)[13]
- 1988[?]: … und wieder platzt die Stimmungsbombe (CBS Schallplatten Österreich)[13]
- 1988[?]: Musikantenfest (CBS Schallplatten Österreich)[13]
- 1988[?]: Immer gern gehört (CBS Schallplatten Österreich)[13]
- 1988: „Ich denk an dich“ (CBS Schallplatten Österreich)[12]
- 1988: Vom Urach Trio zum Erfolg (CBS Schallplatten)[12]
- 1994: Wenn du a Hamat hast (Tyrolis Music)[15]
- 1995: Die goldenen Musikanten aus Kärnten (Urach Records)[14]
- 1996: 30 Jahre (Allmusica Production)[15]
- 1996: Melodien für dich (MF Records)[15]
- 1996: Wir sind die Buam vom Lavanttal – Gold Platin Diamant kristall (Bogner Records)[15]
- 1997: Voll in Fahrt (Bogner Records)[15]
- 1999: Alles Glück dieser Erde liegt auf dem Rücken der Pferde (Bogner Records)[15]
- 2001: Original & Echt (Bogner Records)[15]
- 2008: Die schönsten volkstümlichen Schlager (MCP Sound & Media)[11]
- 2012: Wenn Musik uns verbindet (MCP Sound & Media)[16]
- 2013: Zwei Ringe aus Gold (HomeRun Music/HomeRun Verlag)[2]
- 2014: Spaß und gute Laune mit Musik (MCP Sound & Media)[11]
- 2015: 50 Jahre fidel (MCP Sound & Media)[11]
- 2015: Wenn Weihnachten kommt (MCP Sound & Media)[11]
- 2016: Das Beste – Legenden der Volksmusik (MCP Sound & Media)[11]

### Singles
- 1976: Schwiegermutter tanz amal (CBS Schallplatten Deutschland)[12]
- 1983[?]: Der Wundertanz (CBS Schallplatten Österreich)[13]
- 1983[?]: Träume der Nacht (CBS Schallplatten Österreich)[13]
- 1983[?]: Das Alpenhorn klingt von den Bergen (CBS Schallplatten Österreich)[13]
- 1986: Wein aus Österreich (CBS Schallplatten Österreich)[13]
- 1990: Du, Du, Du (CBS Schallplatten Deutschland)[13]
- 2001: Deswegen mach ma a Musi (Allmusica Production)[17]

### Videoalben
- 2017: Mit Musik auf Reisen – Lavanttal (MCP Sound & Media)[11]

### Beiträge für Kompilationen
- o. J.: 6 Titel auf Im Tal und auf der Höh‘ (Amadeo)[12]
- o. J.: Du, Du, Du auf Die Krone der Volksmusik (Neue Kronen Zeitung/CBS Schallplatten Österreich)
- 1978: mehrere Titel auf Musikalische Urlaubsgrüsse aus Österreich – volkstümliche Musikanten spielen auf (CBS Schallplatten Deutschland)[13]
- 1980: mehrere Titel auf Hinauf ihr Bergkameraden – eine lustige Bergtour mit dem Alpenverein – 20 der besten und originellsten Bergsteigerlieder (CBS Schallplatten Österreich)[13]
- 1980: mehrere Titel auf Dirndlwahl – das große Herz- und Gaudi-Album – 30 der größten Volksmusik-Hits – 20 der besten Gruppen (CBS Schallplatten Österreich)[13]
- 1986: Weine nicht, wenn du traurig bist auf 15 Spitzenstars präsentieren – 22 volkstümliche Hits (CBS Schallplatten Österreich)[14]
- 1988: Auf geht’s Buam auf Star Musikantenparade (Ariola Österreich)[12]
- 1991: Du, Du, Du auf Herzlichkeiten (Eurostar Schallplatten; Baur Music Production/Grüezi)[14]
- 1993: Kränk di net auf Die volkstümliche Hitparade – 1/93 (Marcato (Bertelsmann Schallplattenring))[14]
- 2002: Zum Wochenend auf Lustige Musikanten – Folge 2 (Tyrolis Music)[18]
- 2002: Auf geht’s Buam (Hit Mix) (Allmusica Production)
- 2010: Wenn die Schwalben Heimwärts zieh’n auf Volkstümliche Evergreens (Euro Trend)[18]